# Thomas Norell
Thomas Norell, född 1944, är en svensk tidigare generaldirektör, departementsråd och koncernchef.
Norell var under perioden 1 april 2010 till den 1 mars 2013 generaldirektör för Statens fastighetsverk. Under åren 2007–2010 var han VD och koncernchef för Akademiska hus, där han dessförinnan var tillförordnad koncernchef från år 2006. Han var tidigare departementsråd vid Finansdepartementet. År 2015–2016 var han tillförordnad ståthållare.